# South Pittsburg
South Pittsburg és una població dels Estats Units a l'estat de Tennessee. Segons el cens del 2000 tenia 3.295 habitants.

## Demografia
Segons el cens del 2000, South Pittsburg tenia 3.295 habitants, 1.328 habitatges, i 861 famílies. La densitat de població era de 214,9 habitants/km².
Dels 1.328 habitatges en un 28,4% hi vivien nens de menys de 18 anys, en un 43% hi vivien parelles casades, en un 17,8% dones solteres, i en un 35,1% no eren unitats familiars. En el 32,1% dels habitatges hi vivien persones soles el 17,5% de les quals corresponia a persones de 65 anys o més que vivien soles. El nombre mitjà de persones vivint en cada habitatge era de 2,36 i el nombre mitjà de persones que vivien en cada família era de 2,97.
Per edats la població es repartia de la següent manera: un 24% tenia menys de 18 anys, un 8,1% entre 18 i 24, un 24,5% entre 25 i 44, un 23% de 45 a 60 i un 20,4% 65 anys o més.
L'edat mediana era de 40 anys. Per cada 100 dones de 18 o més anys hi havia 78,8 homes.
La renda mediana per habitatge era de 26.000 $ i la renda mediana per família de 31.809 $. Els homes tenien una renda mediana de 30.813 $ mentre que les dones 20.948 $. La renda per capita de la població era de 15.021 $. Entorn del 18,4% de les famílies i el 20,9% de la població estaven per davall del llindar de pobresa.

## Poblacions més properes
El següent diagrama mostra les poblacions més properes.